# Wagon Master
Wagon Master is een Amerikaanse western uit 1950 onder regie van John Ford.

## Verhaal
Een konvooi Mormoonse pioniers is op weg naar Utah. Onderweg maken ze kennis met twee paardenhandelaars en een groep indianen. Ze worden bovendien bedreigd door een boevenbende, die juist een postkantoor heeft overvallen.

## Rolverdeling
| Acteur            | Personage            |
| ----------------- | -------------------- |
| Ben Johnson       | Travis Blue          |
| Joanne Dru        | Denver               |
| Harry Carey jr.   | Sandy                |
| Ward Bond         | Elder Wiggs          |
| Charles Kemper    | Oom Shiloh Clegg     |
| Alan Mowbray      | Dr. A. Locksley Hall |
| Jane Darwell      | Zuster Ledyard       |
| Ruth Clifford     | Fleuretty Phyffe     |
| Russell Simpson   | Adam Perkins         |
| Kathleen O'Malley | Prudence Perkins     |
| James Arness      | Floyd Clegg          |
| Francis Ford      | Mijnheer Peachtree   |
| Fred Libby        | Reese Clegg          |
| Jim Thorpe        | Indiaan              |
| Mickey Simpson    | Jesse Clegg          |